# تسابیت
تسابیت (به عربی: تسابیت) یک شهرداری در الجزایر است که در ناحیه تسابیت واقع شده‌است. تسابیت ۱۴٬۸۹۵ نفر جمعیت دارد و ۲۵۷ متر بالاتر از سطح دریا واقع شده‌است.